# Miami New Times
Miami New Times est un journal hebdomadaire américain qui paraît à Miami, en Floride, depuis 1987. Le journal paraît chaque jeudi.